# Aphaenogaster schmidti
Aphaenogaster schmidti är en myrart som beskrevs av Vladimir Aphanasjevich Karavaiev 1912. Aphaenogaster schmidti ingår i släktet Aphaenogaster och familjen myror. Inga underarter finns listade i Catalogue of Life.